# Essey-les-Ponts
Pour les articles homonymes, voir Essey (homonymie).
Essey-les-Ponts est une ancienne commune française du département de la Haute-Marne en région Grand Est. Elle est associée à la commune de Châteauvillain depuis 1972.

## Géographie
Le village est traversé par la route D207 et se situe sur la rive gauche de l'Aujon.

## Toponymie
Selon Émile Jolibois, les-Ponts (anciennement écrit lès-Pont), signifie « près de Pont-la-Ville ».

## Histoire
En 1789, ce village dépend de la province de Champagne dans le bailliage de Chaumont, la prévôté de Chaumont et la châtellenie de Laferté-sur-Aube.
Le 28 mars 1972, la commune d'Essey-les-Ponts est rattachée à celle de Châteauvillain sous le régime de la fusion-association.

## Politique et administration
| Période                                  | Période | Identité           | Étiquette | Qualité |
| ---------------------------------------- | ------- | ------------------ | --------- | ------- |
|                                          |         | Jean-Marie Bouchot |           |         |
| Les données manquantes sont à compléter. |         |                    |           |         |

## Démographie
| 1866 | 1872 | 1876 | 1881 | 1886 | 1891 | 1896 | 1901 | 1906 |
| ---- | ---- | ---- | ---- | ---- | ---- | ---- | ---- | ---- |
| 224  | 225  | 199  | 181  | 171  | 160  | 144  | 136  | 127  |

| 1911 | 1921 | 1926 | 1931 | 1936 | 1946 | 1954 | 1962 | 1968 |
| ---- | ---- | ---- | ---- | ---- | ---- | ---- | ---- | ---- |
| 108  | 120  | 113  | 104  | 118  | 101  | 126  | 117  | 103  |

## Lieux et monuments
- Château, construit en 1705
- Église Saint-Siméon, de style roman, construite en 1851
- Deux lavoirs